# باد گروننباخ
باد گروننباخ (به آلمانی: Bad Grönenbach) یک شهر در آلمان است که در اونترالگوی واقع شده‌است. باد گروننباخ ۵٬۱۶۹ نفر جمعیت دارد.

## خواهرخوانده
شهر کاستیلنتی خواهرخواندهٔ باد گروننباخ هست.